# 岩佐理
岩佐理（いわさ おさむ）は、日本の財務官僚。財務省大臣官房文書課長。

## 来歴
新潟県上越市出身。新潟県立高田高等学校、東京大学法学部卒業。1994年 大蔵省入省（主計局総務課）。国家予算の編成に関わり、深夜、早朝まで各種資料の作成や文献調査等をこなしていた。1996年6月 米国留学。1998年7月 文部省教育助成局教職員課企画係長。
2000年7月 関税局調査保全課長補佐（総括）。2001年1月6日 財務省関税局調査保全課長補佐（総括）。総括課長補佐として、課長など、幹部の最終判断をするため、課に関係する全ての案件を把握し、課を代表して関係各局課間との調整を担当するとともに20数名の課員を統率する立場にいた。
2002年7月 大臣官房付兼内閣官房総理大臣官邸（内閣総理大臣秘書官補）。2004年7月 米子税務署長。2008年7月 主計局主計官補佐（国土交通第一、二係主査）。2011年7月 大臣官房総合政策課長補佐（企画）兼大臣官房総合政策課企画室長兼財務総合政策研究所研究部財政経済計量分析調整官。
2016年6月27日 大臣官房企画官兼主計局厚生労働総括係、厚生労働第一係、第二係、第三係、第四係、第五係、第六係、第七係。同年9月2日 主計局付兼主計局厚生労働総括係、厚生労働第一係、第二係、第三係、第四係、第五係、第六係、第七係兼内閣官房内閣参事官（内閣官房副長官補付）兼内閣官房働き方改革実現推進室参事官。
2017年7月10日 主計局主計官（厚生労働第二担当）。2018年7月17日 主計局主計官（国土交通、公共事業総括担当）。2019年7月9日 主計局主計官（防衛担当）。2020年7月22日 主計局主計官（文部科学担当）。
2021年7月8日 内閣官房内閣参事官（内閣官房副長官補付）兼内閣官房一億総活躍推進室参事官兼内閣官房働き方改革実現推進室参事官兼内閣官房人生100年時代構想推進室参事官兼内閣官房オリンピック・パラリンピックレガシー推進室参事官兼内閣官房東京オリンピック競技大会・東京パラリンピック競技大会推進本部事務局参事官兼内閣府地方創生推進室参事官兼内閣府地方創生推進事務局参事官（地域再生担当）兼内閣府大臣官房。
2022年6月24日 大臣官房文書課長。

## 略歴
- 1994年4月：大蔵省入省（主計局総務課）。
- 1996年6月：米国留学。
- 1998年7月：文部省教育助成局教職員課企画係長。
- 2000年7月：関税局調査保全課長補佐（総括）。
- 2001年1月6日：財務省関税局調査保全課長補佐（総括）。
- 2002年7月：大臣官房付 兼 内閣官房総理大臣官邸（内閣総理大臣秘書官補）。
- 2004年7月：米子税務署長。
- 2007年7月：金融庁総務企画局総務課信用制度参事官室課長補佐（総括）[3]。
- 2008年7月：主計局主計官補佐（国土交通第一、二係主査）。
- 2010年7月：主計局主計官補佐（文部科学第一、二係主査）。
- 2011年7月：大臣官房総合政策課長補佐（企画） 兼 大臣官房総合政策課企画室長 兼 財務総合政策研究所研究部財政経済計量分析調整官。
- 2013年6月28日：大臣官房企画官 兼 外務省在カナダ日本大使館参事官。
- 2016年6月27日：大臣官房企画官 兼 主計局厚生労働総括係、厚生労働第一係、第二係、第三係、第四係、第五係、第六係、第七係。
- 2016年9月2日：主計局付 兼 主計局厚生労働総括係、厚生労働第一係、第二係、第三係、第四係、第五係、第六係、第七係 兼 内閣官房内閣参事官（内閣官房副長官補付） 兼 内閣官房働き方改革実現推進室参事官。
- 2017年4月20日：内閣官房内閣参事官（内閣官房副長官補付） 兼 内閣官房一億総活躍推進室参事官 兼 内閣官房働き方改革実現推進室参事官。
- 2017年7月10日：主計局主計官（厚生労働第二担当）。
- 2018年7月17日：主計局主計官（国土交通、公共事業総括担当）。
- 2019年7月9日：主計局主計官（防衛担当）。
- 2020年7月22日：主計局主計官（文部科学担当）。
- 2021年7月8日：内閣官房内閣参事官（内閣官房副長官補付） 兼 内閣官房一億総活躍推進室参事官 兼 内閣官房働き方改革実現推進室参事官 兼 内閣官房人生100年時代構想推進室参事官 兼 内閣官房オリンピック・パラリンピックレガシー推進室参事官 兼 内閣官房東京オリンピック競技大会・東京パラリンピック競技大会推進本部事務局参事官 兼 内閣府地方創生推進室参事官 兼 内閣府地方創生推進事務局参事官（地域再生担当） 兼 内閣府大臣官房。
- 2022年6月24日：大臣官房文書課長。